# 九龍倉集團

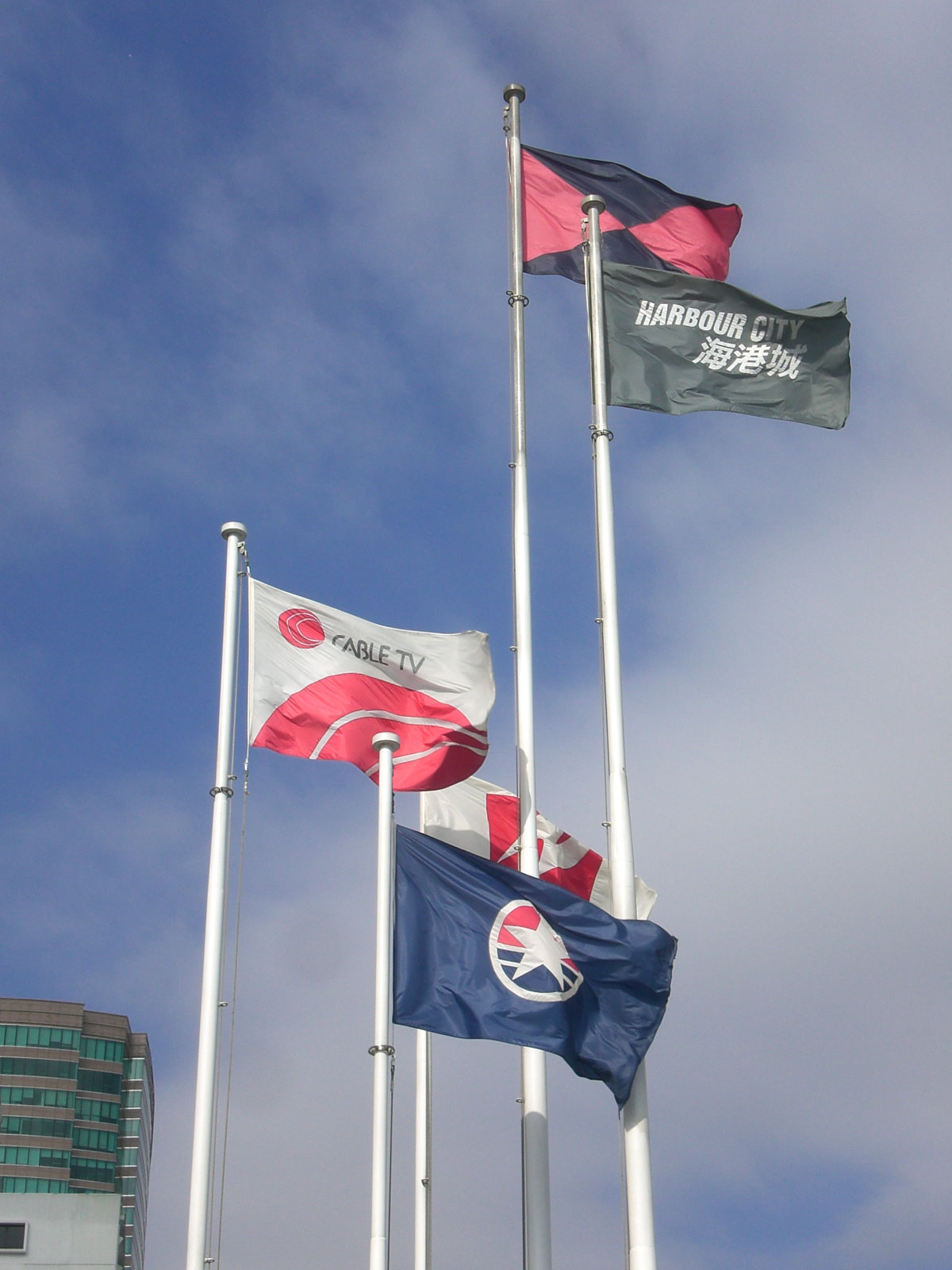
尖沙咀五支旗桿，九倉置於最高

九龍倉集團有限公司（港交所：4）是一家在香港交易所上市的綜合企業公司，現時主要業務包括物業、碼頭、運輸、酒店及娛樂等；在2005年3月23日及2007年中，分別成立驕陽電影製作有限公司（Sundream Motion Pictures）及驕陽音樂（Sundream Music），進軍電影及唱片製作業務，而上述已出售。另外亦曾在1981年至1999年期間，持有香港宝丽金少部份股份。
九龙仓以地产发展为业务的策略重点，收购土地、融资、项目发展、设计、建筑及市场推广。2010年集团以超逾人民币650亿元的成本在内地购入累积1240万平方米的土地储备、一系列即将落成的酒店物业及码头。现时，中国业务资产佔集团总营业资产的39%。 
集团按地积比率的应占土地储备及投资物业总楼面面积共达约9500万平方呎。集团以香港为基地的现代货箱码头有限公司，在珠三角、长三角及其它中国沿海地区积极拓展货箱码头业务。
2010年3月2日上午，苏州九龙仓开发的苏州国际金融中心超高层项目正式奠基，该项目将建成包含一栋92层，楼高450米的超高层建筑，这也再次刷新了苏州城市的高度，成为苏州城市新地标。
2012年6月8日，綠城中國引入九龍倉集團成為戰略性投資者，獲九龍倉直接注資51億港元。（約合人民幣41.88億元），綠城將向九龍倉進行兩次配股，使九龍倉持有綠城擴大后股本的24.6%，成為綠城的第二大股東。若悉數對換可換股證券後，九倉持股量將增至35.1％，有機會成為綠城最大單一股東。
九龍倉是會德豐有限公司（私有化除牌前：0020.HK）的主要附屬機構（持有70.03%股權），公司在香港註冊。

## 歷史
1886年由保羅·遮打和怡和洋行合作，成立香港九龍碼頭及貨倉有限公司（Hong Kong and Kowloon Wharf and Godown Company  Limited，简称「九龙仓」），經營港口轉口業務為主，在尖沙咀沿海地段建设两座码头（九龍倉碼頭）。还收购了铁行轮船公司（迪拜環球港務前身）的上环码头及怡和洋行的上环码头。1896年，控制了湾仔货仓有限公司。1906年，收购天星小輪有限公司。
1970年代，九龍倉集團開始收購海港企業有限公司、香港電車有限公司、並把香港電車私有化。
70年代的香港，4大資本最雄厚的英資洋行为怡和、太古、會德豐及和記，李嘉誠決定運用長江實業資金，收購香港某些具有實力的上市公司，第一個目標便直指怡和集團的主要旗艦九龍倉 。
李嘉誠採取不動聲色、出其不意的戰術，派人分散大量暗購九龍倉股票，使九龍倉的股價在短短幾個月內由13.4元，狂升至56元。九龍倉集團感到大勢不妙，立即部署反收購行動，在市面上大量購入散戶持有的九倉股票。無奈資金有限，最後向匯豐銀行求助，而匯豐銀行與李嘉誠合作多時，雙方關係良好，這使李嘉誠有點為難 。
其時，資金雄厚的華資財團龍頭包玉剛，亦正在爭奪九龍倉。李嘉誠見好就收，主動將持有的1000萬股九倉轉讓給他，從中獲利5900萬港元，既避免了與關係密切的匯豐銀行有正面衝突，又使包玉剛的華資財團可順利取得九倉控制權。其後，包玉剛把手中持有的另一老牌英資洋行和記黃埔的股票，轉讓給李嘉誠，為他後來入主和黃伏下一著。
1980年，九龍倉集團被包玉剛收購。
1997年，母公司會德豐成功收購現代貨箱碼頭部份股權。
2014年7月九龍倉旗下的馬哥孛羅酒店集團推出全新酒店品牌尼依格羅（Niccolo），主打商務及高端客群；並與集團旗下另一酒店品牌馬哥孛羅（Marco Polo）在內地雙線並行，力拓大中華及亞洲的市場。首間尼依格羅酒店將於2015年初於四川省成都國際金融中心開幕，另外三家將於其後陸續於重慶、長沙及蘇州開幕。
2015年1月5日九龍倉佔25%權益與招商地產、北京華潤曙光、深圳平安不動產，同共以86.9億元人民幣（即約110.16億港元）代價，投得位於北京豐台區亞林西居住區的兩塊地塊，
2015年12月10日，九龍倉集團以每股5港元作價，向獨立第三方出售持有的5.925%%遠洋地產權益，合共套現22億元。完成後，九龍倉將不再持有任何遠洋地產股份。
2016年7月27日，九龍倉集團與連卡佛載思集團旗下華鐙集團及中國電子商務服務商嘉宏電商控股，成立策略性合資企業。合資企業WWE & Company Limited（WWE）的初始資金為3億元人民幣，由華鐙總裁鄭偉雄及嘉宏首席執行官和創辦人劉堃出任聯席行政總裁。九龍倉旗下Novel Colour Limited將會共同投資，並且持有WWE 50%股權。
2016年10月5日，九龍倉以95億港元，向TPG資本及MBK Partners所組成的財團Green Energy Cayman Corp，出售主營商業寬頻業務的九倉電訊全部股權。
2017年8月9日，九龍倉集團將以介紹形式分拆旗下持有海港城、時代廣場 (香港)、荷里活廣場、卡佛大廈、會德豐大廈及 美利大廈和海港企業72%股權的九龍倉置業地產投資有限公司（下稱「九龍倉置業」）在香港交易所主板上市及買賣，該組合共有約1,100萬平方呎樓面面積，總值超過2,300億元，每年營業額逾130億元，分拆後，九倉將集中於中國內地投資物業及發展物業、其他香港物業，以及物流和酒店管理。
2017年9月4日，九龍倉集團已向香港交易所提交上市申請表，並計劃以「1派1」比例，向九倉股東實物分派新公司「九龍倉置業」的股份。分拆完成後，九倉將再不持有九倉置業任何股份，而會德豐將分別持有九倉及九倉置業各62%股權，即九倉及九倉置業將成為姊妹公司。上述分派仍須待上市委員會授出批准。
2018年1月16日，九龍倉以124.51億港元，成功投得，九龍塘龍翔 道與獅子山隧道公路交界豪宅地，即新九龍內地段第6579號的用地，地皮面積121,224平方呎，最高可建樓面面積436,405平方呎，每方呎樓面地價約28,531元，呎價創九龍區新高。
2019年11月13日，地政總署公布九龍倉集團30%、中國海外發展30%、嘉華國際和恒基地產的合資公司瑞建控股有限公司以159.529億元投得啟德第4A區2號地盤的（新九龍內地段第6554號用地），地盤面積約197552平方呎，以最高樓面面積為1205062平方呎計，平均樓面呎價约13238元，發展商需預留8%樓面面積作社福用途。
2020年12月23日，地政總署公布九龍倉集團投得山頂文輝道第2、4、6及8號地皮，項目地盤面積約13.5萬平方呎，地積比率1.92倍，以最高可建樓面面積約25.93萬方呎計，平均每呎樓面地價46272元，預料提供約240伙，呎價創山頂區新高。

## 发展项目
- 成都国际金融中心
- 香港海港城
- 长沙国际金融中心
- 重庆国金中心
- 无锡IFS国金中心
- 蘇州國際金融中心

## 外部連結
- 九龍倉集團官方網站 （页面存档备份，存于）